# Koszovói U21-es labdarúgó-válogatott
A koszovói U21-es labdarúgó-válogatott, a csapatot a Koszovói labdarúgó-szövetség irányítja, a koszovói labdarúgás vezető szervezete.

## U21-es labdarúgó-Európa-bajnokság szereplés
- 2019: Folyamatban

## A válogatott stábja
| Szövetségi kapitány | Rafet Prekazi     |
| Szövetségi edző     | Erdogan Celina    |
| Kapusedző           | Naser Prapashtica |

## Játékoskeret

### Jelenlegi keret
Azok a játékosok, akik 1996-ban vagy később születtek, azok a 2019-es UEFA U21-es Eb-n szerepelhetnek. A félkövér betűs játékosok már kaptak meghívót a felnőtt csapatba.
A 2017. szeptember 5-i állapotnak megfelelően.
Kapusok
| No. | P. | Név          | Születési dátum (Kor)       | Vál. | Gól. | Jelenlegi klub | Bemutatkozó mérkőzés |
| --- | -- | ------------ | --------------------------- | ---- | ---- | -------------- | -------------------- |
| 1   | K  | Visar Bekaj  | 1997. május 27. (27 éves)   |      |      | Prishtina      |                      |
| 12  | K  | Betim Halimi | 1996. február 28. (29 éves) |      |      | Drita          |                      |
|     | K  | Ardit Nika   | 1998. február 17. (27 éves) |      |      | Feronikeli     |                      |

Védők
| No. | P. | Név             | Születési dátum (Kor)          | Vál. | Gól. | Jelenlegi klub            | Bemutatkozó mérkőzés |
| --- | -- | --------------- | ------------------------------ | ---- | ---- | ------------------------- | -------------------- |
| 3   | V  | Arian Kabashi   | 1996. szeptember 26. (28 éves) |      |      | Sion                      |                      |
| 5   | V  | Ardian Ismajli  | 1996. szeptember 30. (28 éves) |      |      | Hajduk Split              |                      |
| 17  | V  | Ylber Maloku    | 1996. január 4. (29 éves)      |      |      | Trepça'89                 |                      |
| 21  | V  | Rron Statovci   | 1997. január 18. (28 éves)     |      |      | Vllaznia Pozheran         |                      |
| 23  | V  | Lirim Mema      | 1998. január 23. (27 éves)     |      |      | Eintracht Braunschweig II |                      |
|     | V  | Besfort Kolgeci | 1998. január 5. (27 éves)      |      |      | Eintracht Braunschweig II |                      |

Középpályások
| No. | P. | Név              | Születési dátum (Kor)         | Vál. | Gól. | Jelenlegi klub | Bemutatkozó mérkőzés |
| --- | -- | ---------------- | ----------------------------- | ---- | ---- | -------------- | -------------------- |
| 6   | KP | Albert Dabiqaj   | 1996. július 10. (28 éves)    |      |      | Feronikeli     |                      |
| 8   | KP | Florent Hasani   | 1997. március 30. (27 éves)   |      |      | Trepça'89      |                      |
| 14  | KP | Idriz Voca       | 1997. május 15. (27 éves)     |      |      | Luzern         |                      |
| 15  | KP | Muharrem Jashari | 1998. február 21. (27 éves)   |      |      | Trepça'89      |                      |
| 16  | KP | Kushtrim Shabani | 1996. június 6. (28 éves)     |      |      | Llapi          |                      |
| 20  | KP | Kamer Krasniqi   | 1996. január 11. (29 éves)    |      |      | VfL Osnabrück  |                      |
| 22  | KP | Florian Loshaj   | 1996. augusztus 13. (28 éves) |      |      | MVV Maastricht |                      |
|     | KP | Almir Ajzeraj    | 1997. október 5. (27 éves)    |      |      | KEK            |                      |
|     | KP | Drilon Tejeci    | 1997. december 26. (27 éves)  |      |      | KEK            |                      |

Csatárok
| No. | P. | Név            | Születési dátum (Kor)         | Vál. | Gól. | Jelenlegi klub     | Bemutatkozó mérkőzés |
| --- | -- | -------------- | ----------------------------- | ---- | ---- | ------------------ | -------------------- |
| 9   | CS | Leonard Pllana | 1996. augusztus 26. (28 éves) |      |      | Norrby             |                      |
| 10  | CS | Ardit Gashi    | 1998. november 27. (26 éves)  |      |      | Bassano Virtus     |                      |
| 11  | CS | Enis Bytyqi    | 1997. február 18. (28 éves)   |      |      | Würzburger Kickers |                      |
| 19  | CS | Mirlind Daku   | 1998. január 1. (27 éves)     |      |      | Llapi              |                      |
|     | CS | Trojan Maloku  | 1997. június 30. (27 éves)    |      |      | Maksimir           |                      |

A válogatottsági adatok 2017. szeptember 5-i állapotnak megfelelőek.

### A válogatott bő keretéhez tartozó játékosok
A lista olyan német labdarúgókat tartalmaz, akik kaptak már meghívott és jogosultak szerepelni az U21-es válogatottban.
| No. | P. | Név              | Születési dátum (Kor)         | Vál. | Gól. | Jelenlegi klub | Bemutatkozó mérkőzés |
| --- | -- | ---------------- | ----------------------------- | ---- | ---- | -------------- | -------------------- |
|     | V  | Lirim Kastrati   | 1999. február 2. (26 éves)    |      |      | AS Roma        |                      |
|     | KP | Rron Broja       | 1996. április 9. (28 éves)    |      |      | Trepça'89      |                      |
|     | KP | Bersant Celina   | 1996. szeptember 9. (28 éves) |      |      | Ipswich Town   |                      |
|     | KP | Adenis Shala     | 1998. október 23. (26 éves)   |      |      | 2 Korriku      |                      |
|     | KP | Engjëll Hoti     | 1996. február 26. (29 éves)   |      |      |                |                      |
|     | KP | Blend Baftiu     | 1998. február 17. (27 éves)   |      |      | Prishtina      |                      |
|     | CS | Valmir Sulejmani | 1996. január 1. (29 éves)     |      |      |                |                      |
|     | CS | Mendurim Hoti    | 1996. február 23. (29 éves)   |      |      | Feronikeli     |                      |
|     | CS | Enis Alaj        | 1996. április 19. (28 éves)   |      |      | Étoile Carouge |                      |

## Lásd még
- Koszovói labdarúgó-válogatott
- Koszovói női labdarúgó-válogatott

## Külső hivatkozások
- Hivatalos weboldal  (albánul) (angolul)
- Koszovói U21